# Старе Село (Грубешівський повіт)
Старе Село (пол. Stara Wieś, Стара Весь) — село в Польщі, у гміні Мірче Грубешівського повіту Люблінського воєводства. Населення — 514 осіб (2011).

## Назва
Початкова назва села — Сипичі.

## Історія
Вперше село згадується в 1427 р. як власність Немирі зі Щитна, отримана від князя Земовита IV. У 1472 р. в селі були 6½ лану оброблюваної землі, церква і корчма.
За королівською люстрацією 1589 р. Сипичі — село округи Тишівців Белзького повіту Белзького воєводства.
У 1827 р. були 111 будинки і 736 мешканців та фільварок. Фільварок Борсук на 1871 р. мав 2079 моргів, 15 мурованих будинків і 24 дерев'яних, вітряк, цегельню, вапняну піч, а село — 1088 моргів, дерев'яну церкву з 1798 р., 102 садиби і 733 мешканці (з них 412 римо-католиків — поляків і латинників).
Від 1867 до 1936 р. село було у складі волості (ґміни) Телятин Томашівського повіту Люблінської (1867—1912) і Холмської (1912—1918) губерній та Люблінського воєводства.
У 1915 р. перед наступом німецьких військ російською армією спалене село і більшість українців були вивезені вглиб Російської імперії, звідки повертались уже після закінчення війни. Натомість поляків не вивозили.
У 1921 р. польський перепис нарахував 152 будинків і 867 жителів, з них 703 римо-католиків (поляки і латинники), 148 православних, 16 юдеїв.
Під час Другої світової війни польські шовіністи з Батальйонів хлопських під командуванням майора Станіслава Басая базувалися в селі, загинуло 20 і 8 українців.
У серпні 1944 року місцеві мешканці безуспішно зверталися до голови уряду УРСР Микити Хрущова з проханням включити село до складу УРСР, звернення підписало 127 осіб.

## Демографія
Демографічна структура станом на 31 березня 2011 року:
|          | Загалом | Допрацездатний вік | Працездатний вік | Постпрацездатний вік |
| -------- | ------- | ------------------ | ---------------- | -------------------- |
| Чоловіки | 251     | 34                 | 175              | 42                   |
| Жінки    | 263     | 42                 | 138              | 83                   |
| Разом    | 514     | 76                 | 313              | 125                  |

## Церква
Церква святих великомучеників Романа і Давида відома з 1472 р.
Українці Старого села були прихожанами місцевої парафіяльної греко-католицької церкви, яка належала до Грубешівського деканату Холмської єпархії. Муровану пізньобарокову церкву Різдва Богородиці на місці попередньої збудував місцевий дідич Раковський у 1798 р., а в 1875 р. її відібрала російська влада і віддала Російській православній церкві. В 1919 р. вже поляки забрали церкву — під костел.
У 1944 р. частково спалена, в 1945 р. відремонтована. Зараз — у руїні.